# Scopula coenona
Scopula coenona är en fjärilsart som beskrevs av Turner 1908. Scopula coenona ingår i släktet Scopula och familjen mätare. Inga underarter finns listade.